# Nephrodium milnei
Nephrodium milnei là một loài dương xỉ trong họ Dryopteridaceae. Loài này được Hook. mô tả khoa học đầu tiên năm 1861.
Danh pháp khoa học của loài này chưa được làm sáng tỏ. 